# Urbà de Macedònia
Urbà de Macedònia   ( - segle I dC) va ser un dels Setanta deixebles que surten citats al Nou testament. És venerat com a sant a tota la cristiandat. Juntament amb altres (Ampliat, Estaquis, Narcís d'Atenes, Apel·les d'Heràklion i Aristòbul de Britànnia), ajudà Andreu apòstol en el seu apostolat. Andreu ordenà Urbà com a bisbe de la província romana de Macedònia, on morí màrtir cap al final del segle i. És venerat com a sant a tota la cristiandat; a les esglésies orientals se celebra el 4 de gener i 31 d'octubre, i les occidentals el 13 de juliol).